# Die Pest

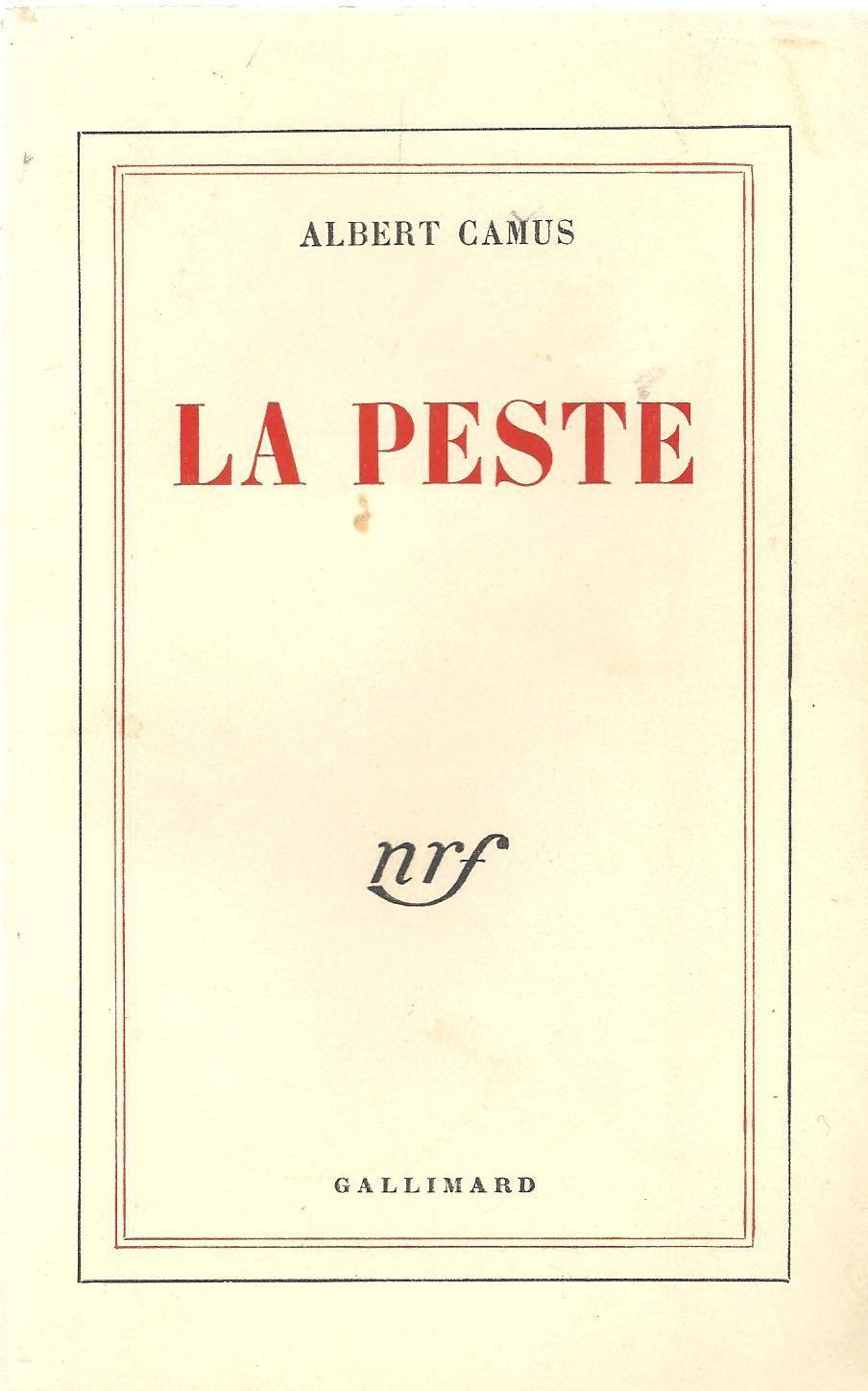
Umschlag der Erstausgabe bei Éditions Gallimard im Jahr 1947

Die Pest (französisch La Peste) ist ein Roman von Albert Camus aus dem Jahr 1947.
Nach fünfjähriger Arbeit stellte Albert Camus am Ende des ersten Nachkriegsjahres 1946 seinen Roman Die Pest fertig. Bereits kurz nach der Veröffentlichung im Juni 1947 wurde das Werk ein großer Erfolg. Als einer der bedeutendsten Romane der Résistance und der französischen Nachkriegsliteratur ist die Chronik zum Allgemeingut der europäischen Kultur und damit weltberühmt geworden. Sie gehört insbesondere in Frankreich zur Pflichtlektüre an den Schulen.
Werkhintergrund sind Camus’ persönliche Erfahrungen – insbesondere die des Zweiten Weltkriegs. Somit ist Die Pest eine Reflexion aus distanziertem Blickwinkel über den Widerstand der Menschen gegen physische und moralische Zerstörung, bildet jedoch gleichzeitig einen wichtigen Bestandteil in Camus’ Philosophie, der Auseinandersetzung mit der Absurdität. Da die Handlungsgeschichte die Struktur eines Dramas mit fünf Akten aufweist, wurde das Werk in vielen Ländern auch als Theaterstück aufgeführt.

## Zur Entstehung des Romans
Die biographischen Besonderheiten Albert Camus’ spiegeln sich wie in vielen seiner Werke auch im Roman „Die Pest“ wider. Der relativ lange Entstehungszeitraum von fünf Jahren, in Biographien häufig als „Pestjahre“ oder „Exil“ bezeichnet, bietet inhaltlich viel Material:
Im September 1939, nach Ausbruch des Krieges, meldet sich Camus freiwillig zum Militärdienst. Aufgrund seiner Tuberkuloseerkrankung wird er jedoch abgewiesen. Nachdem er seine Redaktionsstelle verloren hat, reist der Autor nach Oran, in die Heimat seiner zweiten Frau Francine Faure. Im März 1940 erhält er eine Stelle als Redaktionssekretär bei dem erfolgreichen Abendblatt „Paris-Soir“, die den Umzug nach Paris fordert. Zunächst fällt ihm die Trennung von seiner Heimat Algier recht schwer, da er in Paris noch ein Unbekannter ist. Dennoch beendet er innerhalb kürzester Zeit seine erste Werkgruppe, welche aus dem Roman „Der Fremde“, dem Essay „Der Mythos des Sisyphos“ und dem krönenden Drama „Caligula“ besteht. Diese Trilogie verschafft ihm den Durchbruch. Im gleichen Jahr beginnt er die Arbeit an seinem Roman „Die Pest“.
Sein rastloses Leben während des Weltkrieges spielt sich zwischen Frankreich und Algerien ab. Nach der großen Anstrengung für die Fertigstellung seiner Trilogie bricht 1942 seine Lungenerkrankung erneut aus; es folgt eine Kur in Südfrankreich, woraufhin er nach Paris zurückkehrt und wenig später die Arbeit bei der Widerstandszeitung „Le Combat“ in Paris aufnimmt. Im letzten Kriegsjahr wird er Vater von Zwillingen – Catherine und Jean.
Die von Camus erlebte Geschichte des Zweiten Weltkriegs, der nationalsozialistischen Konzentrationslager und der Judenvernichtung, der Stalinschen Schauprozesse sowie des ersten Atombombenabwurfs forderte für ihn eine Reflexion. „Die Pest“ bietet ihm entsprechende Möglichkeiten, die persönlichen Elemente seines Belagerungszustandes in Oran, die lange Trennung von seiner Frau und auch seine Erfahrungen der monatelangen Krankenhausaufenthalte wegen seiner Tuberkulose zu verarbeiten.

« Il n’y a rien de plus ignoble que la maladie. »

„Es gibt nichts Schändlicheres als die Krankheit.“

Durch die Hauptfigur Rieux entdeckt er während seines Schreibens an dem Roman eine neue Art des Humanismus, welche mit Solidarität gleichgesetzt werden kann. Dadurch spannt Camus den Bogen vom Absurden über die Revolte bis hin zum Humanismus.

## Bedeutung innerhalb der Philosophie Camus’
Auch innerhalb seiner Philosophie stellt der Roman eine Weiterentwicklung Camus’ dar. In seinem Essay „Der Mythos des Sisyphos“ (1942, franz.: „Le mythe de Sisyphe“), dem Bühnenstück „Caligula“ (Uraufführung 1945) und in „Der Fremde“ entwickelt Camus seine Philosophie des Absurden, die einige Anklänge zum Existentialismus besitzt. Camus wehrte sich jedoch sein ganzes Leben lang gegen diese Zuschreibung.
Auch „Die Pest“ hat diese Philosophie als Basis, geht jedoch über sie hinaus. Camus führt hier das Element der ständigen Revolte gegen die Sinnlosigkeit der Welt ein, wie sie in seinem Essay „Der Mensch in der Revolte“ („l’homme révolté“, 1951) später voll entwickelt wird. Insbesondere kommen aber die Werte Solidarität, Freundschaft und Liebe als möglicher Ausweg hinzu, wenn auch die Absurdität nie ganz aufgehoben werden kann.
An diesem Punkt ist festzuhalten, dass der Begriff „révolte“, welcher im Zusammenhang mit dem Absurden häufig als Lösungsansatz Camus’ genannt wird, nicht unbedingt mit den deutschen Übersetzungen „Revolte, Rebellion oder Revolution“ gleichzusetzen ist, unter anderem da sich deren Inhalte (Umwälzung, Aufstand oder „Umkehrung“) außerhalb des Humanismus bewegen. Vielmehr bedeutete seine „révolte“, „zum Unabwendbaren ja zu sagen“ und „den uneingeschränkten Respekt vor dem anderen“ vorauszusetzen, mag er auch geächtet oder wegen einer verachtungswürdigen Tat verurteilt worden sein wie der Gefangene in seiner Erzählung „Der Gast“. Aus diesem Grund ist die „révolte“ für Camus nicht von der Solidarität zu trennen.

## Inhalt und Aufbau

### Inhalt
Camus schildert den Verlauf der Pestseuche in der Stadt Oran an der algerischen Küste aus Sicht der Hauptfigur Dr. Bernard Rieux, der sich jedoch erst am Ende des Romans als „Verfasser der Chronik“ zu erkennen gibt. Die Geschichte beginnt im Jahre „194…“. Einige tote Ratten und ein paar harmlose Fälle einer unbekannten Krankheit sind die Anfänge einer schrecklichen Pestepidemie, was jedoch die Verwaltung nicht wahrhaben will; es wird zuerst lange über die passende Terminologie gestritten, bis man zu dem Schluss kommt, dass etwas gegen die Krankheit unternommen werden muss, bevor sie die halbe Stadt tötet und sie sich wirklich als die Pest herausstellt, welche die ganze Stadt in den Ausnahmezustand bringt, sie von der Außenwelt abschottet und mehrere tausend Todesopfer fordert. Die Pest bedroht das menschliche Dasein der Bevölkerung und wird somit zu ihrem gemeinsamen Gegner. Jeder nimmt diesen schier ausweglosen Kampf gegen den Schwarzen Tod auf seine Weise auf. Rieux kämpft als Arzt gleich dem Sisyphos gegen die Krankheit an und gerät unter anderem mit dem Pater Paneloux, welcher die Pest als Strafe Gottes zur Züchtigung des Menschen deutet, in einen Disput. Paneloux erkrankt später auch selbst an der Pest, verweigert jedoch jegliche medizinische Hilfe, um ganz auf Gottes Willen zu vertrauen, schlussendlich stirbt er an der Pest. Der Journalist Rambert möchte eigentlich aus der Stadt ausreisen, um zu seiner Geliebten zurückzukehren, aber das ist ihm aufgrund der Maßnahmen unmöglich, weshalb er sich an Schmuggler wendet, die ihm helfen sollen, aus der Stadt zu flüchten. Rieux bittet ihn um Unterstützung beim Kampf gegen die Pest, zunächst verweigert Rambert diese, doch es gelingt Rieux' Freund und Mitstreiter Tarrou, ihn zu überzeugen. Als es Rambert ermöglicht wird, die Stadt zu verlassen, weigert er sich, weil er sich sonst sein ganzes Leben lang schämen würde und somit nicht mehr glücklich sein könnte. Die Pest endet, und während sie schon beginnt auszuklingen, erkrankt Tarrou selbst an ihr und stirbt.
Das Absurde bleibt jedoch stetiger Begleiter: Unschuldige Kinder sterben genauso wie Menschen, die es verdient hätten.
Auch die Menschen sterben, die sich solidarisch zeigen, die Freundschaften entwickeln und so der Sinnlosigkeit ihres Daseins zu entfliehen versuchen – wie der Freund und Begleiter des Arztes Rieux, Tarrou.

### Aufbau
Im Aufbau seines Romans hat sich Albert Camus stark am Schema des klassischen Dramas orientiert. Die Entwicklung der Seuche geht gleichzeitig mit der Temperatur der Jahreszeiten (Hitze) einher. Vergleiche dazu die Tabelle:
| 1. Frühling   | I. Akt: Exposition → Rieux findet Ratte, Pest beginnt                                       |
| 2. Sommer     | II. Akt: Steigerung → Pest wird stärker                                                     |
| 3. Spätsommer | III. Akt: Höhepunkt → Pest erreicht ihren Höhepunkt                                         |
| 4. Herbst     | IV Akt: Retardierendes Moment → Personen sterben bzw. abfallende Handlung → Pest „fällt ab“ |
| 5. Winter     | V. Akt: Auflösung/Katastrophe → zurück zur Normalität                                       |

### Personenkonstellationen
Wie im klassischen Drama üblich stellt Camus bereits im ersten Kapitel die wichtigsten Romanfiguren vor. Die Figuren sind im Einzelnen:
- Rieux: Arzt, der die Nächstenliebe und Zivilcourage verkörpert.
- Grand: kleiner Rathausangestellter, der einen Roman schreiben will, jedoch nie über den ersten Satz hinauskommt.
- Paneloux: Jesuitenpater, der die Pest als Strafe Gottes ansieht und dessen Predigten eine bedeutende Rolle für einen Großteil der Bevölkerung spielen.
- Tarrou: junger Mann und Nachbar Rieux’. Er ist politisch engagiert und gründet eine Schutzgruppe.
- Rambert: Journalist, der nach Algerien kam, um einen Artikel über die „arabische Frage“ zu schreiben, es aber nie tut.
- Cottard: Rentner, der einen Suizidversuch begeht und aufgehört hat, am Leben teilzunehmen. Als Verurteilter und Schmuggler profitiert er von der Pest, die ihn auch zurück ins Leben und die Gesellschaft bringt.
- Othon: Richter. Er und sein Sohn sterben im abklingenden Zeitraum an der Pest.
- Castel: Professor, der ein Serum gegen die Pest entwickelt.
- Der alte Spanier: Erbsen zählender Asthmatiker und Patient Rieux’.
- Einige Schmuggler und Menschenschieber: Raoul, Garcia.

In vielen Charakteren finden sich Verbindungen zu Camus’ eigener Biographie, angefangen bei Grands Schreibblockaden für seinen Roman, über das politische Engagement Tarrous, bis hin zu Rieux' räumlicher Trennung von seiner Frau (wie Camus von Francine getrennt war) und den alle betreffenden Belagerungszustand durch die Pest, in Camus’ Leben durch den Krieg, sowie natürlich seine ihn lebenslang beeinträchtigende Krankheit, die Tuberkulose.
| Charakter: | Gestorben/überlebt: | An der Pest erkrankt: | Verbindung zu Camus Biographie                                                                                             |
| ---------- | ------------------- | --------------------- | --- |
| Rieux      | überlebt            | nein                  | Enges Verhältnis zur Mutter, politisches Engagement; Kabylei, lange zeitliche Trennung von seiner Frau                     |
| Tarrou     | gestorben           | ja                    | Vater, politisches Engagement; Kabylei                                                                                     |
| Rambert    | überlebt            | nein                  | Journalistenberuf; Exilzeit                                                                                                |
| Grand      | überlebt            | ja                    | Schreibblockade |
| Cottard    | verrückt geworden   | nein                  | Verbindung zu „Sisyphos“ (Selbstmordversuch als Absurdität)                                                                |
| Paneloux   | gestorben           | ja                    | Der Atheist Camus bringt anhand der Figur des Jesuitenpaters seine ablehnende Haltung gegenüber der Religion zum Ausdruck. |

### Gruppierung in vier Phasen
Camus teilt in „Die Pest“ die Menschen in vier Gruppen ein. Zunächst verfolgt er, ähnlich wie in seiner ersten Werkstufe erstellten Gruppierung, drei Hauptgruppen: die der unwissenden Personen, jene, welche um Absurdität und Revolte wissen und diejenigen, welche die Phase der Revolte überwunden haben und solidarisch handeln. Schließlich krönt er die drei ersten Phasen durch die vierte, die der universalen Liebe.
| Phase 4 | -   | Universale Liebe: Rieux                                                        |
| Phase 3 | -   | Haben Phase der Revolte überwunden u. sind solidarisch: Grand, Rambert, Castel |
| Phase 2 | Tod | Wissen um Absurdität und Revolte: Tarrou, Cottard                              |
| Phase 1 | Tod | Unwissende Personen                                                            |

Das Prinzip der Pesterkrankung lässt sich am Unterschied zwischen Rambert und Grand beim Betrachten von Schaubild 2 verdeutlichen. Beide überleben, da sie früh Solidarität gezeigt haben (- dritte Phase). Grand erkrankt jedoch an der Pest, wohingegen Rambert verschont bleibt. Der Journalist besitzt die Liebe zu seiner Frau und nimmt gleichzeitig den Kampf gegen die Pest auf, um ebendiese Liebe zu erhalten. Zunächst sagt er: „Ich habe genug von den Leuten, die für eine Idee sterben, mich interessiert nur noch, von dem zu leben und an dem zu sterben, was ich liebe“, und schließlich wird er vom Egoisten zum Altruisten bekehrt und tritt dem Hilfstrupp bei, und bleibt gesund.

### Das Erreichen von Phase 4

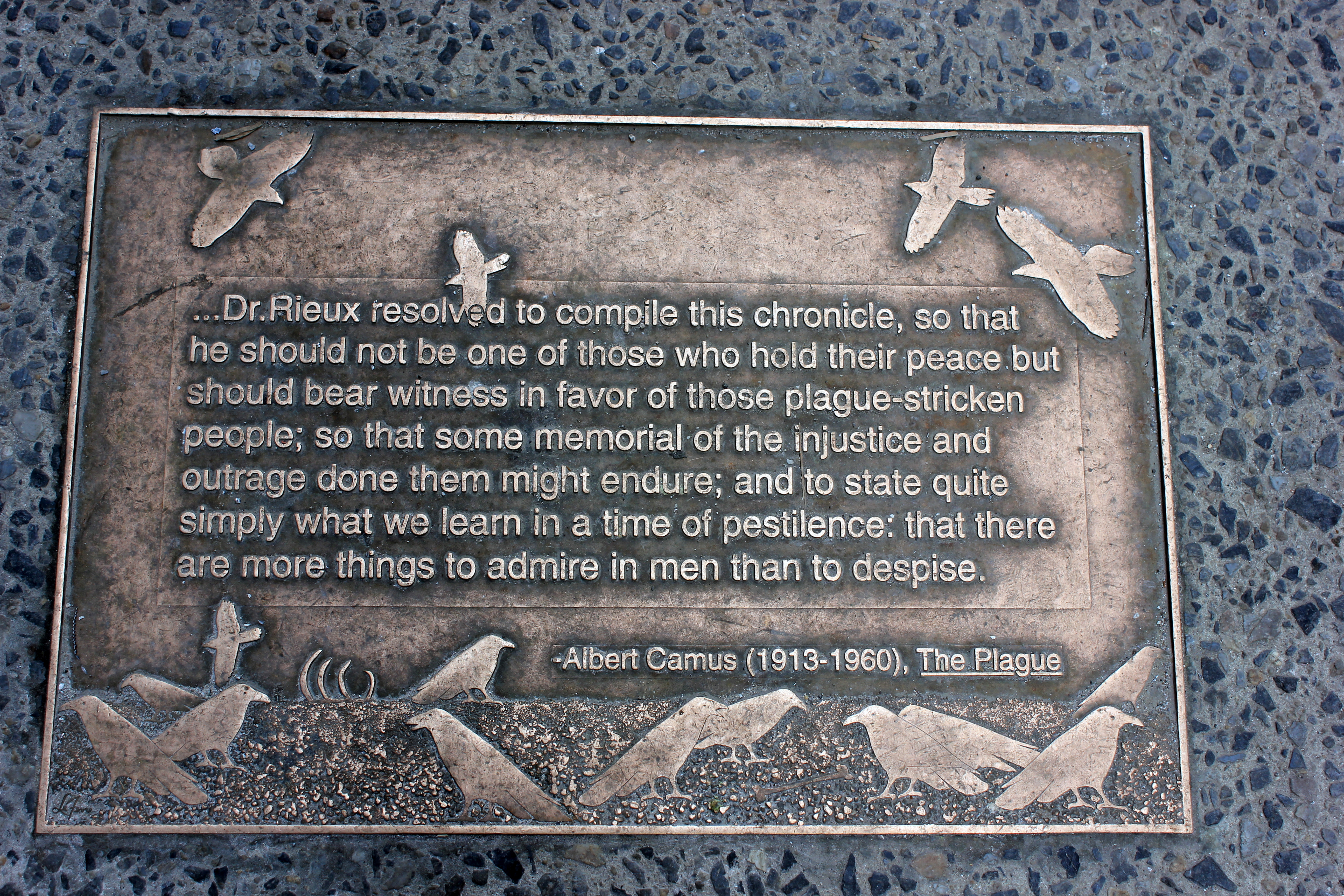
Zitat aus der englischen Version der Pest von Albert Camus als Plakette auf dem Library Walk (New York City)

Es gibt unterschiedliche Arten gegen die Pest zu kämpfen: Mit physikalischen Mitteln eines Mediziners oder mit metaphysischen Mitteln, wie im Roman der Jesuitenpater Paneloux. Doch nur Rieux erreicht die vierte Phase.
Gegen Ende der Pestepidemie herrscht für Rieux eine „endgültige Niederlage, die die Kriege beendet und noch aus dem Frieden ein unheilbares Leiden macht. … er glaubte zu wissen, … daß für ihn selbst ein Friede niemals mehr möglich sein werde, so wie es für die Mutter, die ihren Sohn verloren hat, oder für den Mann, der seinen Freund begräbt, keinen Waffenstillstand gibt.“ (S. 343) Man möchte meinen, diese Einstellung sei mit einer Resignation (Phase 2) gleichzusetzen. Doch Dr. Bernard Rieux bediente sich nicht nur in seinem Kampf als Arzt der Revolte (nicht zu verwechseln mit dem deutschen Begriff Revolution), sondern indem sich die Figur am Ende als „Verfasser [dieser Chronik] … in der Rolle des sachlichen Zeugen bekennt“, erreicht er die höchste Phase – die universale Liebe. Um spätere Generationen vor dem Schlaf des Vergessens zu bewahren, hat Rieux die Aufzeichnungen gemacht. Er weiß, „daß der Pestbazillus niemals ausstirbt oder verschwindet … und daß vielleicht der Tag kommen wird, an dem die Pest zum Unglück und zur Belehrung der Menschen ihre Ratten wecken und erneut aussenden wird, damit sie in einer glücklichen Stadt sterben“ (S. 366), und steht damit auf höchster Stufe.

## Historischer Kontext

### „Résistance-Interpretation“
Obwohl Die Pest ein metaphysischer Roman ist, in dem die Seuche das Böse symbolisiert, das jeder Mensch in sich trägt, ist eine Anspielung auf den Zweiten Weltkrieg und das besetzte Frankreich unverkennbar. Da die zeitgenössischen Leser genau das durchlebt hatten, was Albert Camus in seinem Roman am Bild von Oran beschreibt, war für sie dieser Aspekt sofort einleuchtend.
Bereits das im Roman vorangestellte Zitat von Daniel Defoe: „Es ist ebenso vernünftig, eine Art Gefangenschaft durch eine andere darzustellen, wie irgend etwas wirklich Vorhandenes durch etwas, das es nicht gibt.“ weist auf den allegorischen Charakter des Werkes hin.
Im ersten Satz: „Die seltsamen Ereignisse, denen diese Chronik gewidmet ist, haben sich 194… in Oran abgespielt.“ verwendet Camus eine ungenaue Zeitangabe, was einerseits auf die Zeitlosigkeit seiner Thematik hinweist, welche aussagt, dass die Pest/der Krieg zu jedem Zeitpunkt zurückkehren könnten. Andererseits ist „194…“ als eindeutige Anspielung auf die Kriegsjahre und die Okkupation zu verstehen. Sei es 1940, das Jahr, in dem Frankreich von den Deutschen besetzt wird und Albert Camus drei Monate in der Stadt Oran verbringt oder 1943, in dem die „Sperrstundenherrschaft“ sogar Paris ergriffen hat. Diese Daten deuten auf eine „Résistance-Interpretation“ beziehungsweise auf eine Betrachtungsweise, welche die Krankheit Pest nicht nur mit Krieg, sondern auch mit Totalitarismus, Nazismus, Faschismus und teilweise gar Kommunismus gleichsetzt.
Camus hatte 1942 in Le Chambon-sur-Lignon verbracht, einem Ort, der später dadurch weltweit bekannt wurde, dass seine Bewohner Tausende von Flüchtlingen vor den Nazis und den verbündeten Vichy-Beamten versteckt haben und dadurch vielen das Leben retten konnten.

### Symbole für den Krieg
„Die Pest“ enthält eine Reihe von Symbolen für den Krieg, welche sich sowohl auf einzelne Begriffe als auch auf ganze Situationsbeschreibungen beziehen. Die folgenden Textbeispiele sind aus der Karl Rauch Verlag-Ausgabe von 1958 gewählt:
Zu Beginn der Pestepidemie, kaum ist die Seuche beim Namen genannt, vergleicht Rieux Pest und Krieg miteinander und setzt die beiden Begriffe sogar gleich: „Es hat auf der Erde ebenso viele Pestseuchen gegeben wie Kriege. Und doch finden Pest und Krieg die Menschen immer gleich wehrlos.“ (S. 46). Daraufhin verurteilt er den Krieg als unsinnig, was als Anspielung auf den „Komischen Krieg“, den „Drôle de guerre“ (dt. Sitzkrieg), zu verstehen ist. „Wenn ein Krieg ausbricht, sagen die Leute: ‚Es kann nicht lange dauern, es ist zu unsinnig.‘ Und ohne Zweifel ist ein Krieg wirklich zu unsinnig, aber das hindert ihn nicht daran, lang zu dauern. Dummheit ist immer beharrlich.“ (S. 46) Die Absurdität des Krieges wird mit diesem Gegensatz thematisiert. Der nachgestellte Satz könnte sich sowohl auf die Dummheit Nazideutschlands als auch auf die beharrliche Dummheit aller Kriegsführer beziehen. In jedem Fall sind die anfänglichen Zitate im Roman als deutliche Hinweise auf eine kriegsbezogene Interpretation zu begreifen.
Des Weiteren sind zahllose knappe Textbeispiele zu finden, bei deren Wortwahl der Leser unweigerlich an Krieg erinnert wird. Die Stichwörter beschreiben doppeldeutige Situationen, in denen Krieg und Pest beliebig austauschbar sind: Rationierung, Sperrstunde, Ausnahmezustand, Patrouillen … usw. (S. 211) oder „Kanonendonner“ (S. 354) sind nur einige Beispiele.
Vor allem jedoch wird von „Trennung und Verbannung“ (S. 197), von den langen „… Stunden des Gefangenseins“ (S. 143) – dem „Belagerungszustand“ (S. 200) gesprochen, in welchem jeder zeigen kann, was für ein Mensch er in Wirklichkeit ist. Die Situation der hilflosen Bevölkerung in einem von der Welt abgeschnittenen Ort, in der jeder auf seine Art und Weise gegen die Pest ankämpft oder sie einfach nur erträgt wird deutlich: „… nicht die Nacht des Kampfes, sondern des Schweigens … [die Ruhe folgt] der Pest dem Angriff auf die Tore“ (S. 342).

## Schlussfolgerung
Letztlich ist „Die Pest“ ein Roman über den Krieg, nicht etwa über kriegerische Handlungen an der Front, „sondern über das Alltagsleben im Belagerungszustand, über das Leben hinter dem Stacheldraht“. Gabriel García Marquez schreibt, Albert Camus irre sich nicht – das Dramatische seien nicht die mit Leichen voll gestopften Straßenbahnen, sondern die sich quälenden Lebenden, welche die Blumen niederlegen müssen; zwar habe Camus „die Pest nicht erlebt, aber er dürfte Blut und Wasser geschwitzt haben in jenen schrecklichen Nächten der Okkupation, in denen er in seinem Versteck in Paris geheime Leitartikel verfasste, während draußen die Schüsse der Nazis auf der Jagd nach Widerstandskämpfern zu hören waren“.
„Die Pest“ ist als Parabel der Résistance ein Plädoyer für die Solidarität der Menschen im Kampf gegen Tod und Tyrannei.

Da die Absurdität niemals aufgehoben werden kann, werden die Pest, das Absurde (und damit der Krieg) im Roman als unabänderliche Schicksalsmächte angesehen. Diesbezüglich wurde oft auf die Gefahr hingewiesen, den Totalitarismus als „biologische Tatsache“ zu verharmlosen.
 An dieser Stelle ist hervorzuheben, dass Albert Camus, der zeit seines Lebens besonders auf politischer Ebene gegen alle Formen der Unterdrückung gekämpft hat, nicht zum Wortführer von Fremdenfeindlichkeitsproblematiken werden wollte. Die zwei unterschiedlichen Haltungen: „die Verteidigung von Menschen“ und „die Einwilligung in die Vernichtung von Menschen im Namen eines ideologischen Prinzips“ legt er in einem späteren Vorwort zu den Briefen (Lettre à un ami allemand/Briefe an einen deutschen Freund) nicht nach nationalen Kriterien fest.

„Ich stelle zwei Haltungen einander gegenüber, nicht zwei Völker […]. Wenn der Verfasser dieser Briefe ‚ihr‘ sagt, meint er nicht ‚ihr Deutschen‘, sondern ‚ihr Nazi‘. Wenn er ‚wir‘ sagt, heißt das nicht immer ‚wir Franzosen‘, sondern ‚wir freien Europäer‘.“

Solidarität, Zusammenarbeit und eigenständiges Handeln (unabhängig von Religion) werden in Camus’ Philosophie als höchste menschliche Werte gesehen.

## Ausgaben
- La Peste. Librairie Éditions Gallimard, Paris 1947.
- Deutsche Ausgabe: Die Pest. Aus dem Französischen übersetzt von Guido G. Meister. Karl Rauch Verlag, Bad Salzig 1949.
- Deutsche Ausgabe: Die Pest. Aus dem Französischen übersetzt von Guido G. Meister. Rowohlt Verlag, Reinbek bei Hamburg 1983.
- Deutsche Ausgabe: Die Pest. Aus dem Französischen übersetzt von Uli Aumüller. Rowohlt Verlag, Reinbek bei Hamburg 1998, ISBN 978-3-499-22500-0.

## Verfilmungen
- Die Pest („La peste“). Frankreich/Großbritannien/Argentinien 1992. Regie: Luis Puenzo.

## Hörspiel
- Die Pest, Hörspiel in drei Teilen nach dem gleichnamigen Roman, WDR/NDR 2010, Regie: Frank-Erich Hübner, Übersetzung: Uli Aumüller, Bearbeitung: Felix Partenzi; 2 CD, Laufzeit 139 Min. Mit Götz Schubert, Jürgen Tarrach, Gerd Wameling, Felix Goeser u. a., Der Audio Verlag, Berlin, Rezension auf Hoerspieltipps.net
- Marathon-Lesung 120 Stimmen in 10 Stunden: Corona-Projekt 2020 vom Rabenhoftheater Wien, online unter fm4.orf.at für 1 Monat.

## Schauspiel
- Die Pest aufgeführt im Bockenheimer Depot des Schauspiels Frankfurt am Main, Inszenierung: Martin Kloepfer, UA: 30. Januar 2010.